# آکاربوز
آکاربوز (به انگلیسی: ACARBOSE) یکی از داروهای پایین آورنده قند خون است.

## موارد مصرف
آکاربوز به همراه کنترل رژیم غذائی یا همراه با سایر داروهای کاهنده قند خون به منظور کاهش قند خون در بیماران مبتلا به دیابت نوع ۲ مصرف می‌شود.

## نحوهٔ اثر
آکاربوز با به تأخیر انداختن جذب گلوکز خون مانع از افزایش سطح قند خون می‌شود.

## سوخت وساز دارویی
آکاربوز به صورت دست نخورده به میزان بسیار کمی (کمتر از ۲٪) جذب گردش خون می‌شود.

## موارد منع مصرف
آکاربوز نباید در بیماران مبتلا به بیماری‌های التهابی روده زخم‌های کولون و انسداد گوارشی، فتق یا سابقه جراحی گوارشی مصرف شود.

## عوارض جانبی
نفخ شکم در۷۸٪ موارد و نرمی مدفوع و اسهال در۱۴٪ افراد مصرف‌کننده دیده شده‌است.

## تداخل‌های دارویی
مصرف همزمان آکاربوز با سایر داروهای کاهنده قند خون ممکن است باعث بروز کمی قند خون شود. مصرف همزمان آکاربوز با فراورده‌های حاوی آنزیم‌های گوارشی (مانند پانکرآتین و دایجستیو) یا مواد جاذب (مانند زغال فعال و دایمتیکون) ممکن است باعث کاهش اثرات درمانی آن شود.

## نکات قابل توصیه
آکاربوز باید در شروع مصرف غذا و همراه با آن مصرف شود.

## مقدار مصرف
۲۵میلی گرم به همراه غذای اصلی مصرف می‌شود که بیشترین اثر آن در کنترل افزایش قند خون بعد از غذا است.

## اشکال دارویی
Tablet: 50mg, 100 mg
قرص‌های ۵۰ و ۱۰۰ میلی گرمی